# Caixa General de Dipòsits
La Caixa General de Dipòsits és un òrgan administratiu amb seu a la ciutat de Madrid, integrat a la Direcció General del Tresor i Política Financera del Ministeri d'Economia i Hisenda de l'estat espanyol, les funcions de la qual són la recepció, custòdia i devolució dels dipòsits i garanties que es constitueixin als serveis centrals i a les sucursals de les delegacions d'Economia i Hisenda.

## Marc Legal
La llei 42/1994, de 30 de desembre, de Mesures Fiscals Administratives i d'Ordre Social, va habilitar el Govern per aprovar mitjançant un reial decret un nou reglament de la Caixa General de Dipòsits. Amb data 7 de febrer de 1997 es va complir aquest mandat legal. El Reial decret 161/1997, de 7 de febrer, mitjançant el que es va aprovar el nou Reglament de la Caixa General de Dipòsits, en va substituir un d'anterior que, amb petites modificacions, era vigent des de 1929.
Aquest Reglament estableix una sèrie de principis innovadors en l'actuació de la Caixa General de Dipòsits. La Caixa, a partir de l'entrada en vigor del Reglament, passa a ser l'òrgan de custòdia de garanties i dipòsits a favor de l'Administració General de l'Estat, els seus organismes autònoms i ens públics vinculats, deixant-se d'admetre garanties o dipòsits a favor d'altres administracions públiques o particulars, excepte en aquells casos concrets que es detallen al mateix Reglament.
També s'estableixen més exigències per a les entitats que hagin de constituir garanties, i es regulen uns procediments que alhora que agiliten les actuacions de la Caixa asseguren la defensa dels drets dels qui han constituït garanties o dipòsits en aquesta.
Si bé la regulació del Reglament és prou completa, es van deixar algunes qüestions per a un posterior desenvolupament per ordre ministerial. Per regular aquests aspectes i alguns altres de convenients per al millor funcionament de la Caixa, es va publicar l'Ordre ministerial de 7 de gener del 2000.

## Funcions
Es presentaran davant la Caixa les garanties que hagin de constituir-se a favor de:
- L'Administració General de l'Estat i els seus organismes autònoms i ens públics.
- Altres administracions públiques, territorials o no, sempre que així es prevegi mitjançant conveni entre l'Administració General de l'Estat i l'Administració corresponent. Fins al moment l'Administració General de l'Estat no ha subscrit cap conveni d'aquest tipus.[5]
- La Comunitat Europea, en aquells supòsits que estableixin les normes dictades per aquesta o per normes de desenvolupament en l'ordenament jurídic intern.

De la mateixa manera és l'encarrega de dipositar aquelles indemnitzacions relacionades amb l'expropiació forçosa, en les quals ha d'intervenir el Ministeri Fiscal.